# Splitska torta
Splitska torta, tradicionalna torta iz Dalmacije koja sadrži plodove iz sredozmenog podneblja: orahe, suhe smokve i grožđice. U svrhu promocije Splitske torte kao dijela tradicionalne kulinarske baštine održan je 2018. godine, u okviru proslave Sudamje, izbor najbolje torte. Organizator natjecanja bila je županijska agencija za razvoj JU ReraSD.